# Médor (magazine)
Médor is een Belgisch trimestrieel tijdschrift en coöperatie voor onderzoeksjournalistiek.
Médor is een coöperatieve vennootschap met sociaal oogmerk die een tijdschrift voor brede maatschappelijke uitdagingen maakt, publiceert en verspreidt. De journalisten willen hun verantwoordelijkheid opnemen als waakhonden van de democratie. Médor is het eerste Belgisch tijdschrift dat volledig is opgemaakt met vrije software.
Médor wisselt artikels uit met het Nederlandstalige Apache.be en werkt ermee samen aan onderzoeksjournalistiek van nationaal belang. Een goed voorbeeld is de onthulling van doelbewuste verspreiding van nepnieuws rond Kazachgate.

## Rechtszaak
Het eerste papieren nummer moest verschijnen op vrijdag 20 november 2015, maar dit werd verboden door de rechtbank van eerste aanleg van Namen op 18 november 2015. Na de verspreiding van een artikel op de site van Médor op 12 november 2015 had het Luikse farmaceutisch bedrijf Mithra Pharmaceuticals een verzoekschrift ingediend omdat het reputatieschade ondervond.. Na een debat op 24 november 2015 oordeelde de rechtbank dat dit verbod neigt naar censuur. In die zin werd gevonnist op 1 december 2015.

## Erkenning
- 2014: Prix Crédal Impact +[6]